# لورانس جويس كيني
لورانس جويس كيني (بالإنجليزية: Lawrence Joyce Kenney)‏ هو كاهن كاثوليكي أمريكي، ولد في 30 أغسطس 1930 في نيو روتشيل في الولايات المتحدة، وتوفي في 30 أغسطس 1990.